# آرامگاه شیخ بهاءالدین
بقعه شیخ بهاءالدین مربوط به سدهٔ ۸ ه.ق است و در شهرستان خاتم، روستای مبارکه واقع شده و این اثر در تاریخ ۱۶ مهر ۱۳۷۹ با شمارهٔ ثبت ۲۸۰۱ به‌عنوان یکی از آثار ملی ایران به ثبت رسیده است.